# アンドリスコス
アンドリスコス（ギリシア語: Ανδρίσκος, 紀元前185年頃 - 紀元前146年頃）は、マケドニア王国の支配者（在位：紀元前149年 - 紀元前148年）。偽ピリッポス（英語: pseudo-Philip）とも呼ばれる。

## 概要
アナトリアのアイオリス地方にあったアドラミュティオン（現：エドレミトの織物業者（fuller）であったとされる。その後、アンティゴノス朝最後のバシレウスであったペルセウスの子と詐称してピリッポス6世（Philip VI）を名乗った。
アンドリスコスはマケドニアの支持を得られず、セレウコス朝（シリア）のデメトリオス1世ソテルの支援を受け、共和政ローマと戦った（第四次マケドニア戦争）。この時は逃げたが、再びトラキア人の大軍を率いてマケドニアに現れ、紀元前148年にプラエトルのプブリウス・ユウェンティウス（Publius Juventius）を破って、バシレウスを名乗った。しかし、テッサリアの征服およびカルタゴとの同盟は状況を悪化させ、紀元前148年に、クィントゥス・カエキリウス・メテッルスに敗れ、トラキアに逃げるが、トラキアの王子によってローマに引き渡された。
アンドリスコスに勝利したことで名声を高め、メテッルスは「マケドニクス」の添え名を得た。アンドリスコスの短い支配は虐待および搾取が顕著であった。以後、マケドニアはローマの属州となった。